# Museo Bode

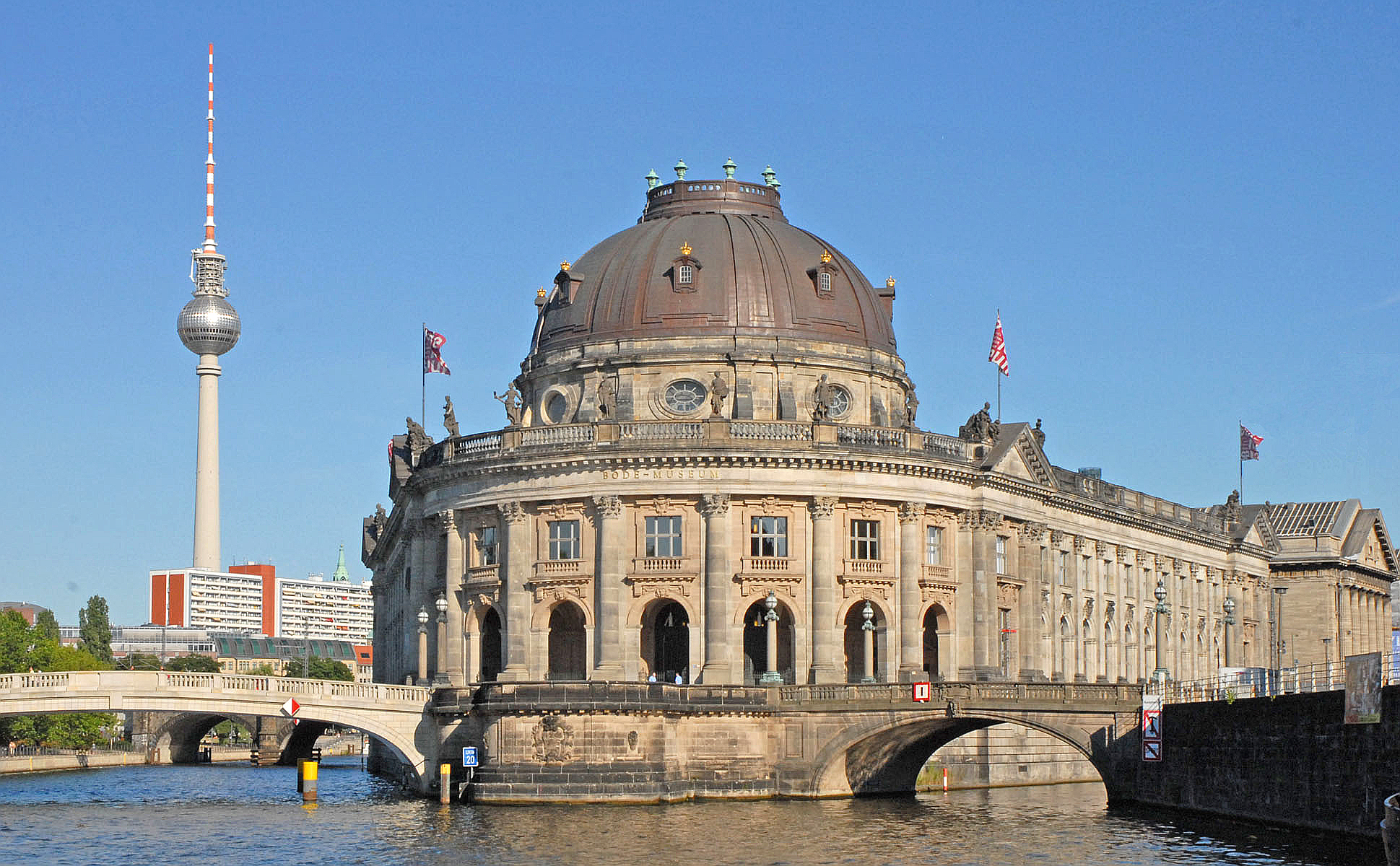
El Museo Bode en el año 2008 (al fondo se observa la torre de televisión de Berlín construida en los 60).

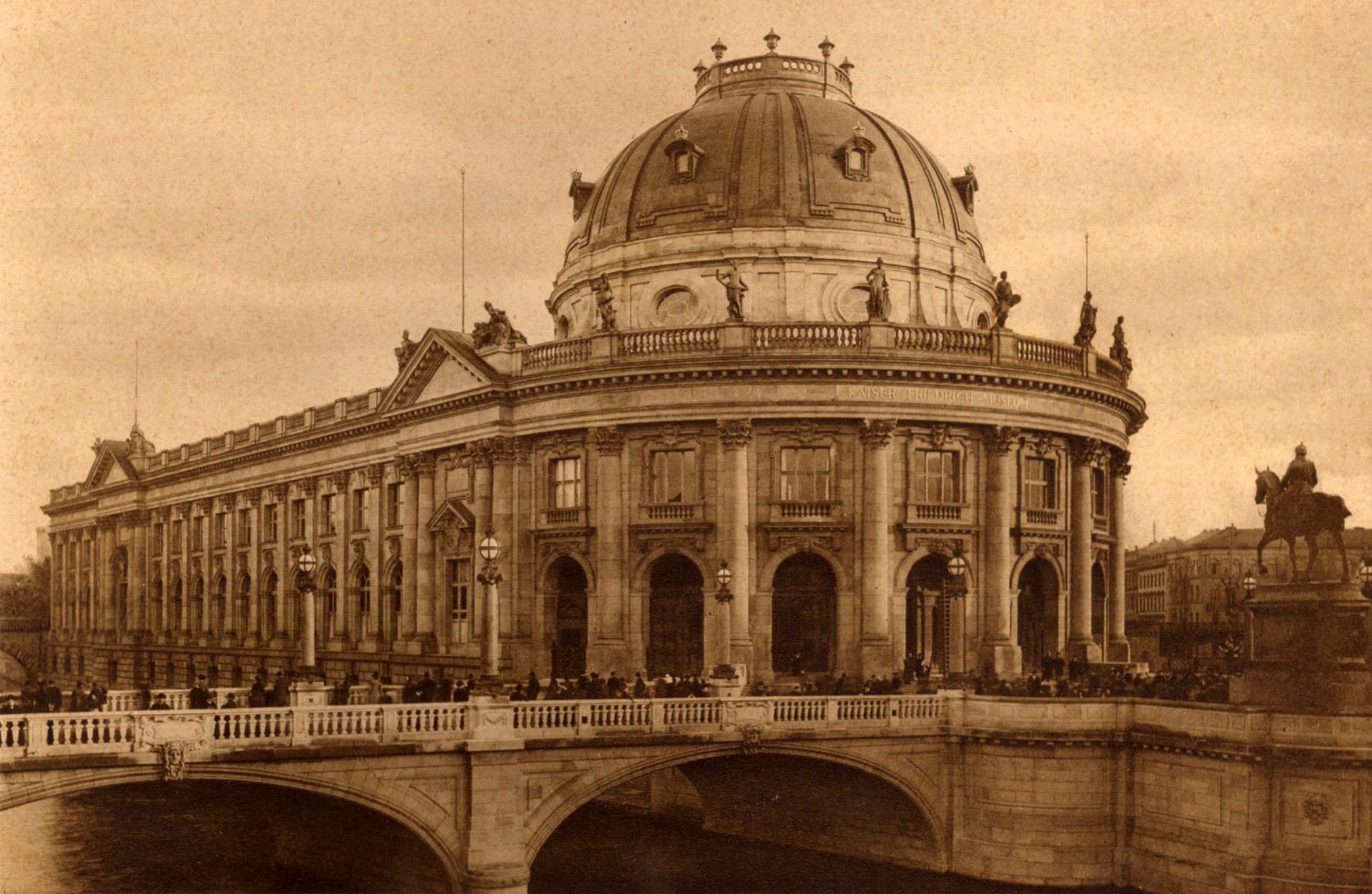
El Museo Bode en 1904.

El Museo Bode es un museo de arte —escultura, arte egipcio y bizantino y numismática— de Alemania que pertenece al grupo museístico de la Isla de los Museos de Berlín. El edificio que alberga el museo, terminado en 1904, fue diseñado por el arquitecto Ernst von Ihne y su estilo corresponde al neobarroco de fines del siglo XIX e inicios del siglo XX. Es un edificio protegido.

## Historia
Llamado originalmente el Kaiser-Friedrich-Museum en honor del emperador alemán Federico III, el museo fue cambiado de nombre en honor de su primer director, Wilhelm von Bode, en 1957.
A Bode le sucedió Theodor Demmler. La Segunda Guerra Mundial dañó gravemente la colección, que perdió muchas piezas y fue cerrado. Muchas obras fueron evacuadas (por angloestadounidenses y soviéticos) y sólo retornaron algunas entre 1955 y 1958, pero con las piezas distribuidas entre las dos partes de la ciudad. En 1991 se planteó la recuperación tras unirse las colecciones del Este y el Oeste, y en 2000 se ideó la unión con el Museo de arte bizantino.
Cerrado por restauraciones desde 1997, el museo fue reabierto el 17 de octubre de 2006. Ahora alberga su colección de esculturas, piezas de arte bizantino, además de monedas y medallas.

### Espectacular robo
El 27 de marzo de 2017, el museo fue víctima de un robo espectacular tanto por su botín como por su aparente facilidad: una moneda gigante de oro de 24 quilates, de medio metro de diámetro y cien kilos de peso, fue sustraída en una intrusión de pocos minutos. La moneda se hallaba expuesta en préstamo de un coleccionista no revelado. Aunque los presuntos autores del robo fueron detenidos y sometidos a juicio desde enero de 2019, nada se sabe de la moneda. Estaba valorada en 4 millones de euros y procedía de una acuñación canadiense de seis ejemplares con la efigie de Isabel II de Inglaterra .

## Colecciones
La colección de escultura —cuyos orígenes son las cámaras artísticas de Brandeburgo y Prusia— muestra el arte del Oriente cristiano (con énfasis en el Egipto copto), esculturas de Bizancio y Rávena, las esculturas de la Edad Media, el gótico italiano, y el primer Renacimiento. Los últimos trabajos del Gótico alemán están representados por Tilman Riemenschneider, también tiene obras del renacimiento alemán del sur, y arte barroco prusiano hasta el siglo XVIII.
En el futuro algunos trabajos selectos de la Gemäldegalerie de Berlín se integrarán en la colección de escultura. Esto está basado en el concepto de Wilhelm von Bode de las “salas de estilo”, en los cuales las esculturas, las pinturas, y la artesanía de una época se ven juntos, al igual que generalmente se hacía en colecciones privadas de la clase media alta.
El Münzkabinett (“gabinete de la moneda”), en parte expuesto en el vecino museo de Pérgamo, es una de las colecciones numismáticas más grandes del mundo. Su rango de tiempos abarca desde el principio de la acuñación, en el séptimo siglo A.C. en Asia Menor, hasta nuestros días. Con aproximadamente 750.000 artículos la colección es un archivo único para la investigación histórica, mientras que su colección de medallas la hace una exposición de arte importante al mismo tiempo.

## Galería de imágenes

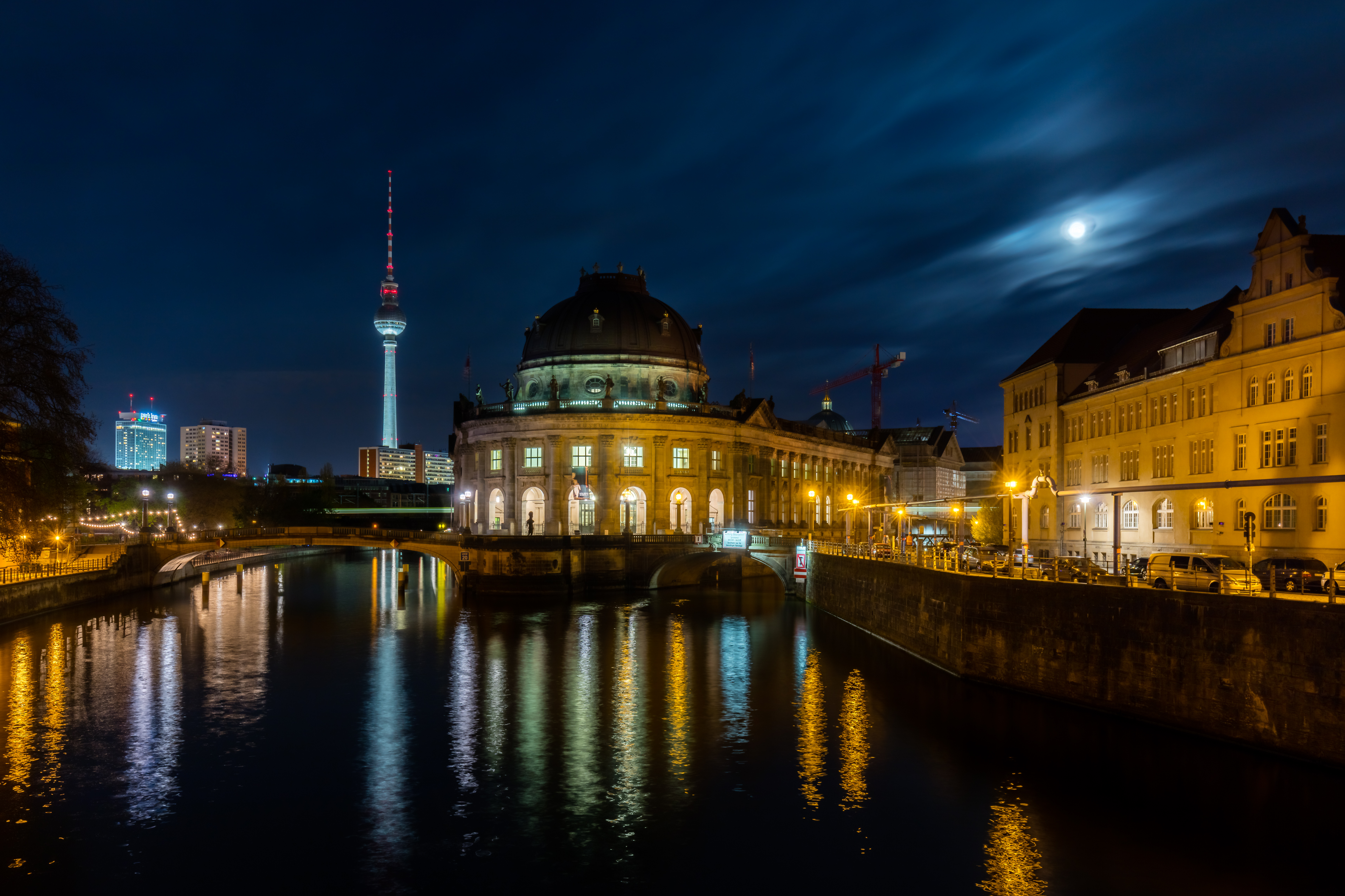
Vista nocturna.
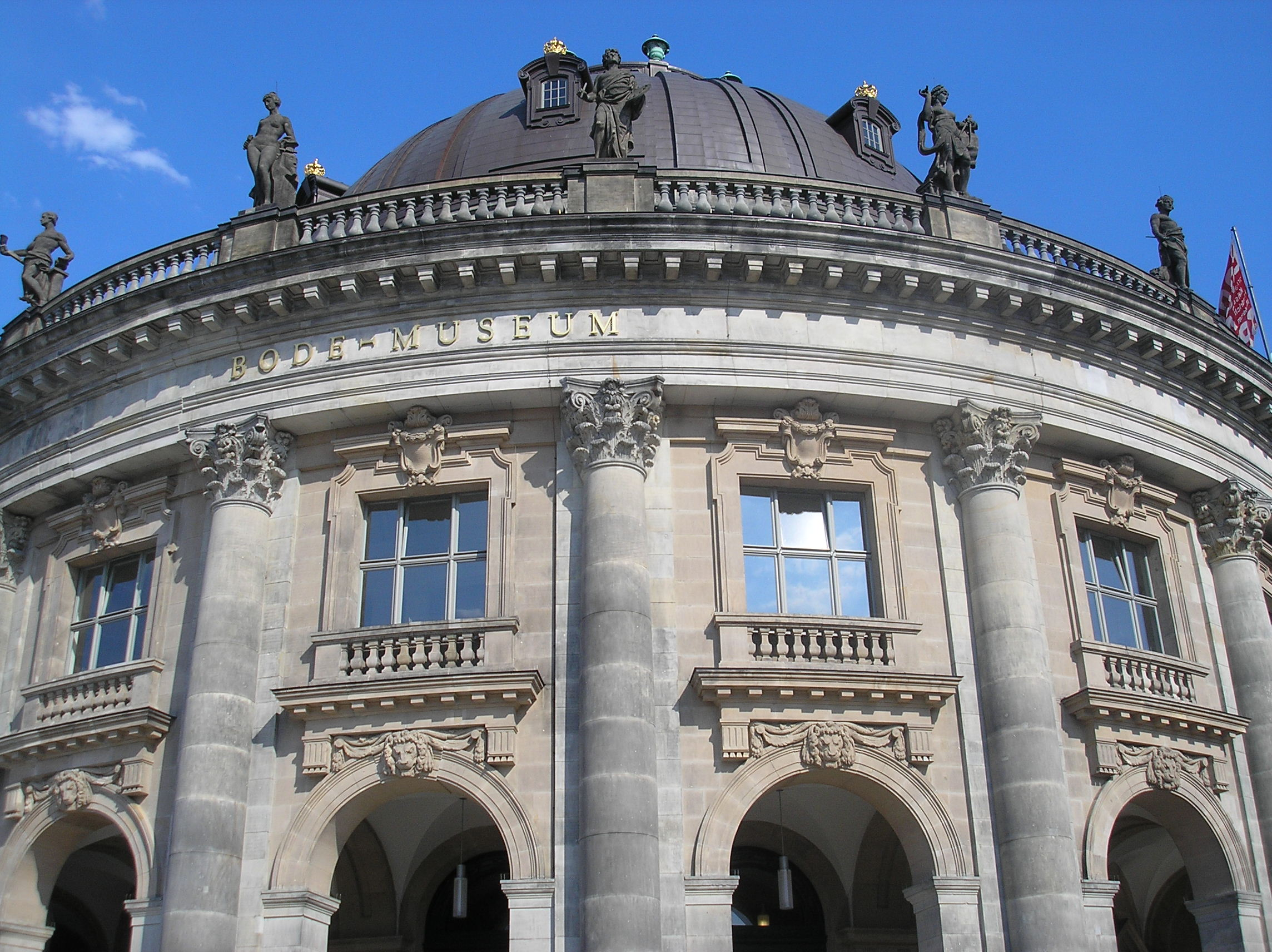
Detalle de la fachada, 2007.
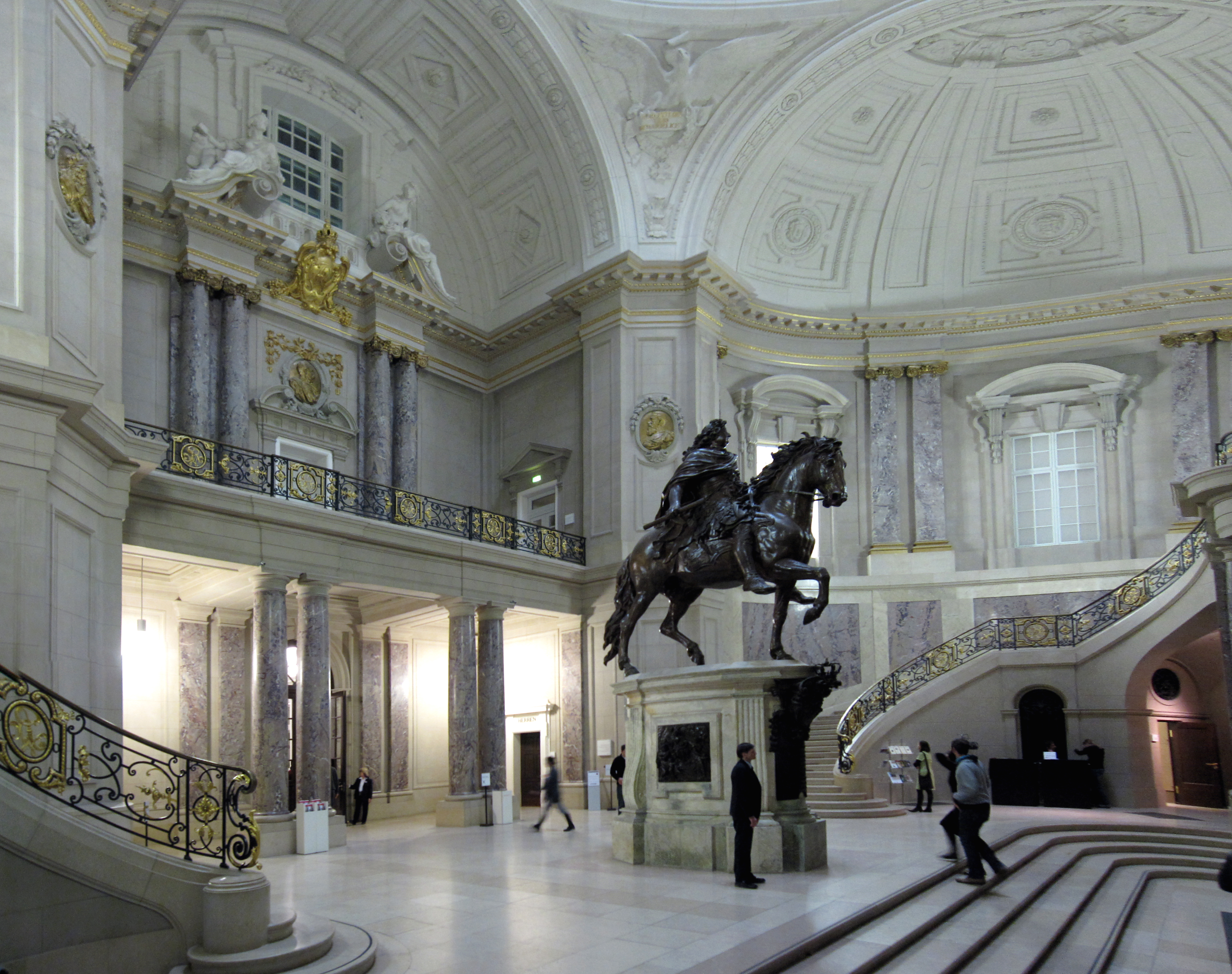
Vestíbulo de la entrada.
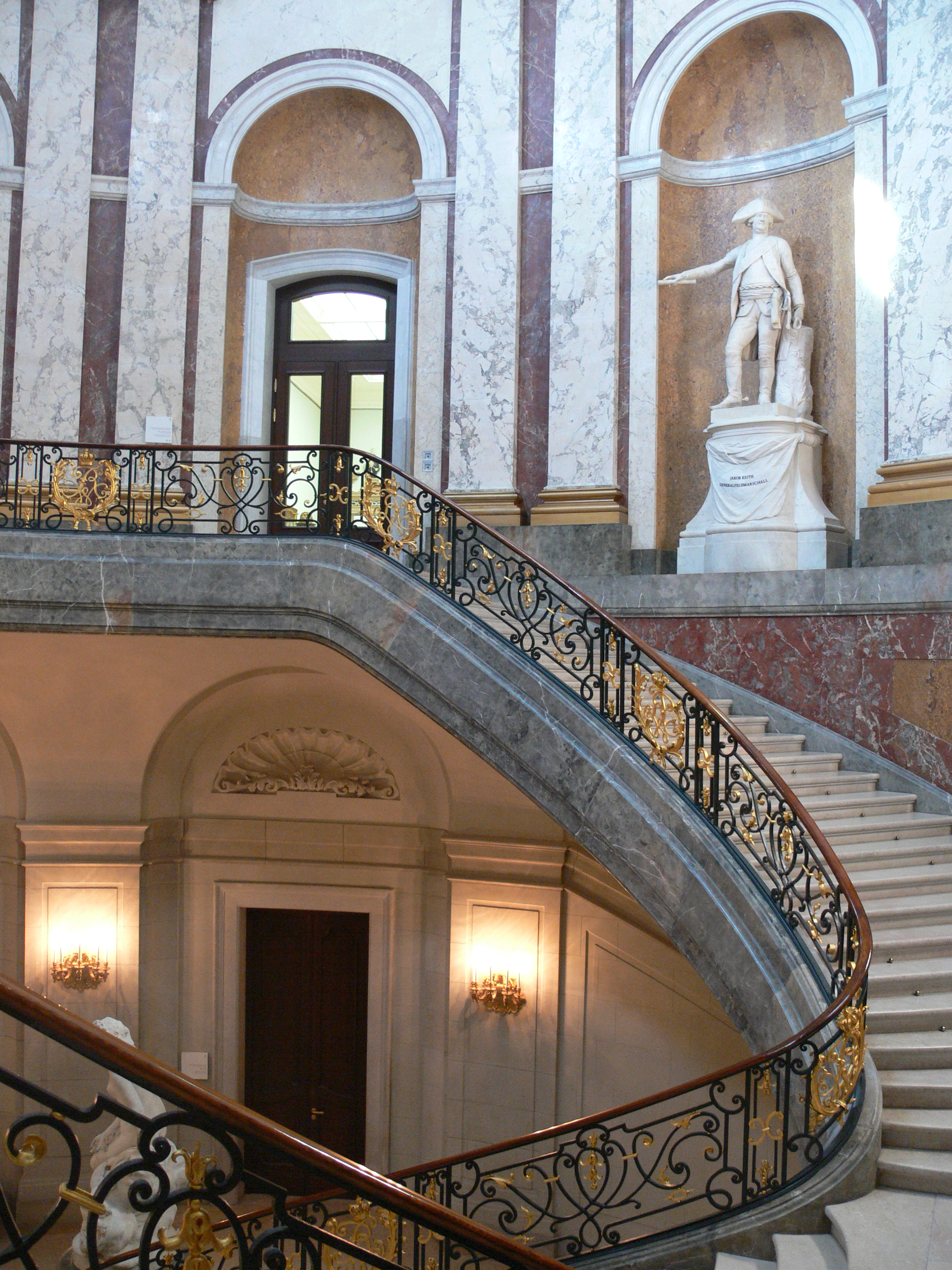
Escaleras.
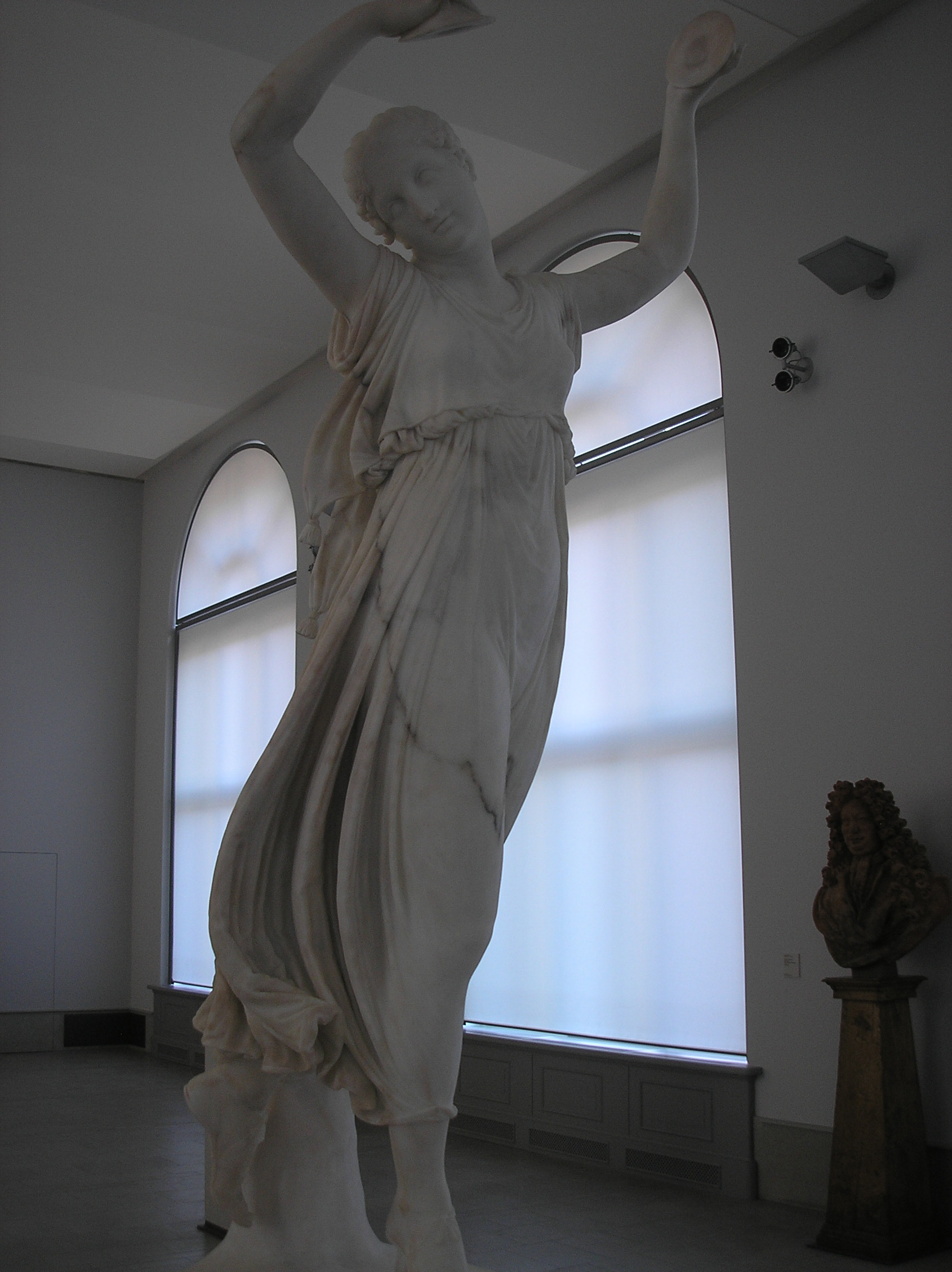
Bailarina - por Antonio Canova.
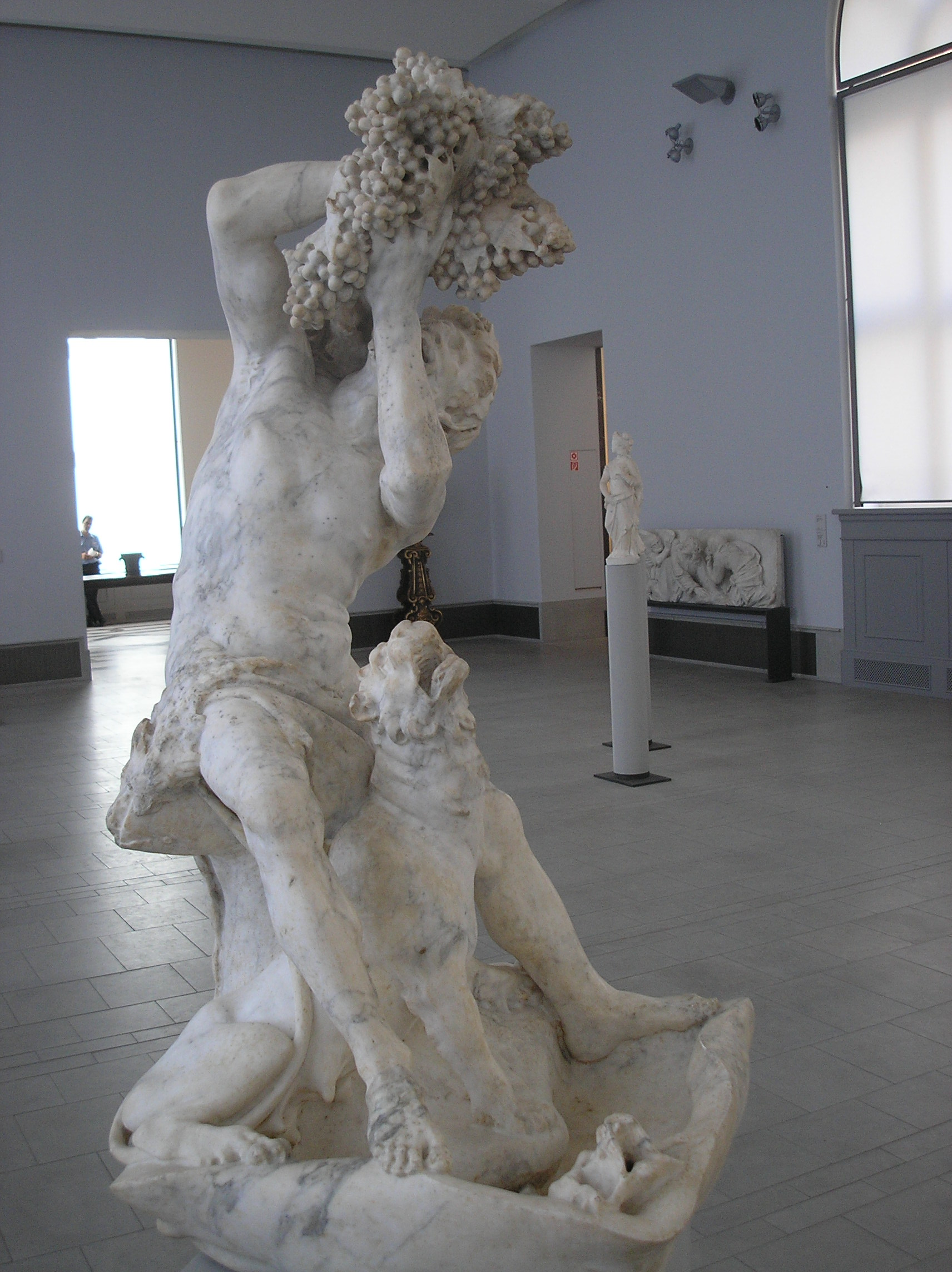
Una fuente por Gian Lorenzo Bernini.
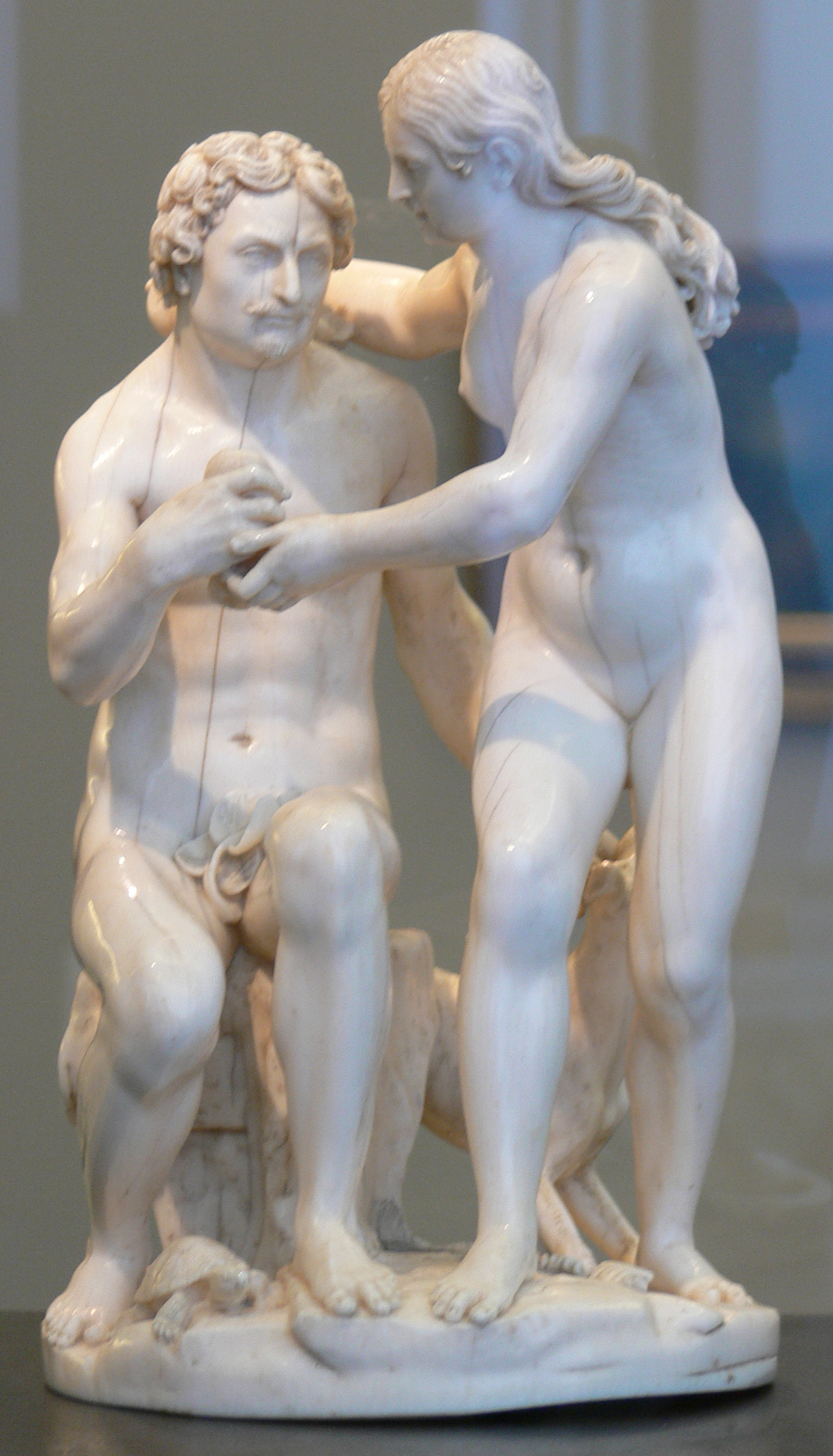
Adán y Eva - por Kren.
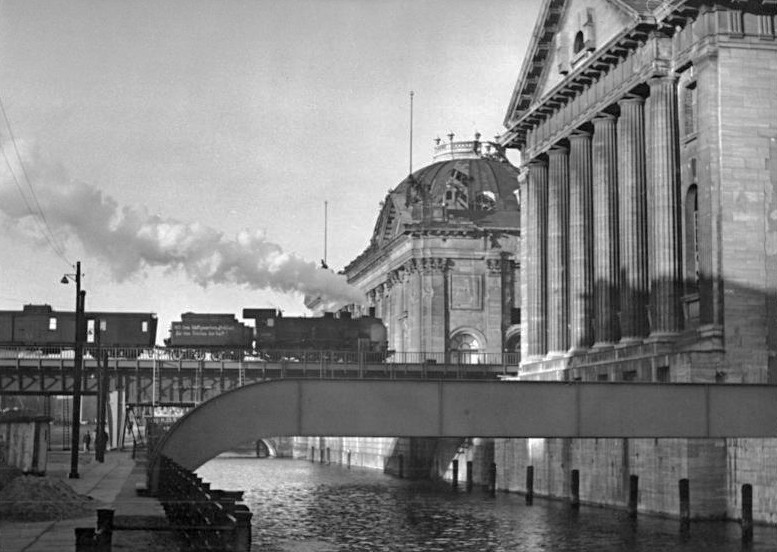
Isla de los Museos con el Museo de Pérgamo y el Museo Bode (1951).
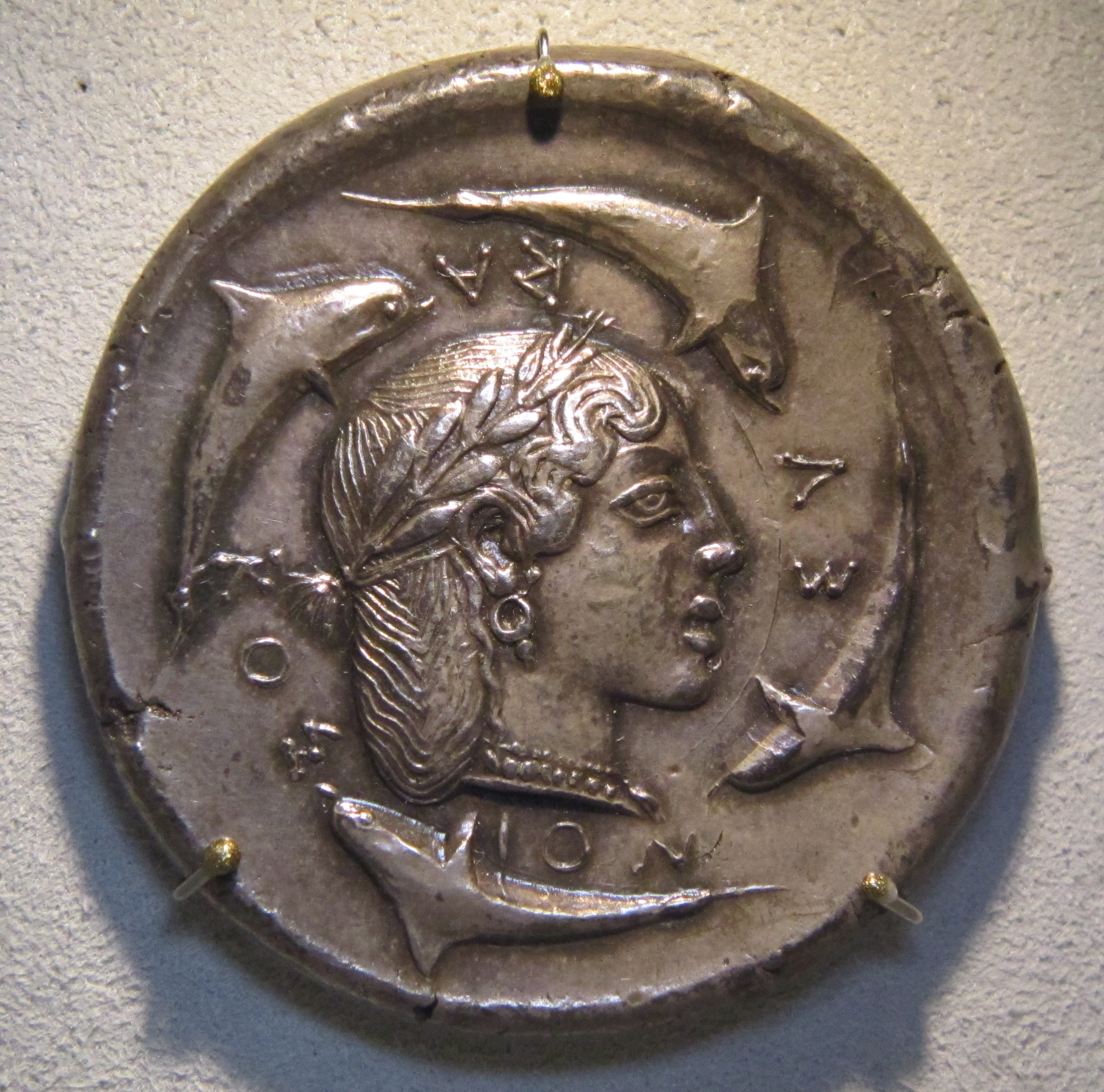
Demareción.